# Wiktor Sergejewitsch Popow

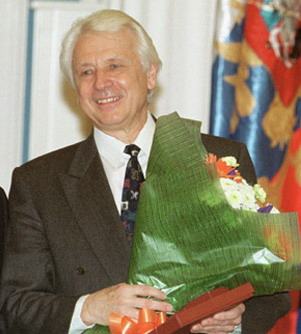
Wiktor Sergejewitsch Popow

Wiktor Sergejewitsch Popow (russisch Ви́ктор Серге́евич Попо́в; * 10. Dezember 1934 in Beschezk; † 28. Juli 2008 in Moskau) war ein russischer Dirigent und Chorleiter.

## Leben
Popow, Sohn Sergei Petrowitsch Popows (1915–1934) und Alexandra Michailowna Popowas (1915–1948), begann 1945 seine Ausbildung an der Moskauer Chorschule. Sein erster Lehrer war Alexander W. Sweschnikow, der die Schule 1944 gegründet hatte. Anschließend studierte er am Moskauer Konservatorium Chorleitung bei Alexander Borisowitsch Chasanow (1906–1984) mit Abschluss 1958 als Chorleiter.
1957–1964 arbeitete Popow als Chorleiter des Kinderchors des Instituts für Kunsterziehung der Russischen Akademie für Erziehung. 1964–1969 war er Chorleiter des Loktew-Ensembles für Gesang und Tanz des Moskauer Pionierpalasts. 1970 gründete er den Großen Kinderchor des Allrussischen Radios und Fernsehens und war dessen künstlerischer Leiter und Hauptdirigent. Gleichzeitig war er Leiter des Knabenchors der Moskauer Chorschule, dessen Hauptdirigent er 1977 und künstlerischer Leiter 1983 geworden war.
Seit 1955 wirkte Popow auch als Lehrer. Er war einer der Initiatoren der Musik-Fakultät des Moskauer Potjomkin-Instituts für Pädagogik und lehrte dort 1959–1960. 1960–1975 war er Dozent am Gnessin-Institut Moskau. Er war dort Dekan dreier Fakultäten und leitete den Lehrstuhl für Chorleitung. 1980–1993 leitete er am Moskauer Konservatorium die Chorleiter-Klasse (seit 1990 als Professor). Er verfasste zahlreiche Lehrbücher.
1991 gründete Popow auf der Basis der Moskauer Chorschule die nach seinem ersten Lehrer benannte A. W. Sweschnikow-Chorkunstakademie, dessen Rektor, Hauptdirigent und künstlerischer Leiter des Chor-Kollektivs er wurde. Mit 65 Sängerinnen und Sängern der Chorkunstakademie und einer Gruppe des Mönchchores des Dreifaltigkeitsklosters von Sergijew Possad bildete er den Moskauer Kathedralchor, mit dem er 2007 beim 7. Petersburger Dialog in Wiesbaden gastierte.
Popow fand sein Grab auf dem Moskauer Wagankowoer Friedhof. Er hinterließ seine Frau Isabella Pawlowna Schalimowa (* 1929) und die Söhne Pawel (* 1964) und Alexander (* 1970). Ihm zu Ehren wurden nach seinem Tode der Große Kinderchor des Allrussischen Radios und Fernsehens und die A. W. Sweschnikow-Chorkunstakademie mit seinem Namen versehen.

## Ehrungen
- Verdienter Künstler der RSFSR (1977)
- Lenin-Komsomol-Preis (1980)
- Volkskünstler der RSFSR (1983)
- Volkskünstler der UdSSR (1989)
- Orden der Völkerfreundschaft (1994)
- Ordre des Arts et des Lettres, Komtur (1994)
- Preis der Stadt Moskau für Literatur und Kunst (1996)
- Staatspreis der Russischen Föderation für Literatur und Kunst (2000)
- Triumph-Preis für Literatur und Kunst, gestiftet 1992 von Boris Abramowitsch Beresowski (2004)
- Verdienstorden für das Vaterland, 4. Klasse (2005)
- Orden des Heiligen Fürsten Daniel von Moskau der Russisch-Orthodoxen Kirche
- Ordentliches Mitglied der Internationalen Akademie für Informatisierung